# Hygrochroa diffidens
Hygrochroa diffidens är en fjärilsart som beskrevs av Edwards. Hygrochroa diffidens ingår i släktet Hygrochroa och familjen silkesspinnare. Inga underarter finns listade i Catalogue of Life.